# HD40998
HD40998 — хімічно пекулярна зоря спектрального класу
A0 й має видиму зоряну величину в смузі V приблизно  7,1.

## Пекулярний хімічний вміст
Зоряна атмосфера HD40998 має підвищений вміст 
Si
.